# Gustavo Petro
Gustavo Francisco Petro Urrego (* 19. dubna 1960, Ciénaga de Oro, Córdoba, Kolumbie) je kolumbijský ekonom, politik a bývalý guerillový bojovník, který je od roku 2022 prezidentem Kolumbie. Je považován za prvního kolumbijského levicového prezidenta.
V 17 letech se Petro stal členem guerillové skupiny Hnutí 19. dubna. Z té později vznikla politická strana Demokratická aliance M-19, za kterou byl v roce 1991 zvolen do parlamentu. V roce 2010 poprvé kandidoval v prezidentských volbách, skončil čtvrtý.
Dne 30. října 2011 byl zvolen primátorem hlavního města Bogoty, funkce se ujal 1. ledna 2012. V roce 2018 se znovu ucházel o úřad prezidenta. V prvním kole skončil na druhém místě, ve druhém kole ale prohrál. Zvítězil až v roce 2022, kdy ve druhém kole porazil Rodolfa Hernándeze.

## Život
Petro se narodil v Ciénaga de Oro, v departementu Córdoba. Jeho pradědeček Francesco Petro emigroval v roce 1870 z jižní Itálie, proto má Petro italské občanství. V 70. let 20. století se Petrova rodina rozhodla přestěhovat do prosperujícího kolumbijského města Zipaquirá, severně od Bogoty.
Petro studoval na Colegio de Hermanos de La Salle, kde založil studentské noviny Carta al Pueblo („Dopis lidem“).

### M-19
Ve věku 17 let se stal členem Hnutí 19. dubna (M-19), protože byl přesvědčen, že guerillový boj by mohl změnit politický a ekonomický systém Kolumbie.
V roce 1985 byl zatčen za trestný čin nedovoleného ozbrojování. Deset dní byl mučen, poté byl odsouzen k 18 měsícům vězení. Během věznění změnil svou ideologii a přestal vnímat ozbrojený odpor jako strategii, jak získat podporu veřejnosti. V roce 1987 se M-19 zapojila do mírových rozhovorů s vládou.

### Vzdělání
Petro vystudoval ekonomii na Universidad Externado de Colombia v Bogotě. Později získal magisterský titul v oboru ekonomie na Universidad Javeriana.

## Politická kariéra
V roce 2002 byl Petro zvolen do sněmovny jako člen politického hnutí Vía Alterna, které založil s bývalými členy M-19. V roce 2006 byl Petro zvolen do Senátu.
V roce 2008 oznámil svůj zájem o prezidentskou kandidaturu v roce 2010. V prezidentských volbách v květnu 2010 získal 9,1 % hlasů a skončil čtvrtý.
Dne 30. října 2011 zvítězil Petro v komunálních volbách v Bogotě. Do funkce primátora nastoupil 1. ledna 2012 a zůstal jím do roku 2015.
V roce 2018 opět kandidoval na prezidenta, tentokrát prohrál až ve druhém kole.
V roce 2022 kandidoval do prezidentského úřadu potřetí. Po vítězství v primárkách si vybral jako kandidátku na viceprezidentku afro-kolumbijskou aktivistku za lidská práva a ochranu životního prostředí Franciu Márquezovou, držitelku Goldmanovy ceny za životní prostředí.
Ve volbách se dostal do druhého kola, ve kterém porazil bývalého starostu města Bucaramanga a podnikatele Rodolfa Hernándeze. Petro získal 11,2 milionu hlasů, tj. 50,44 %. Hernándeze porazil o 700 tisíc hlasů. Půl milionu Kolumbijců však vhodilo do urny prázdný lístek a 295 tisíc přeškrtnutý. Hernández výsledek ihned uznal a Petrovi pogratuloval.

## Osobní život
Petro je potřetí ženatý.